# Cezar Silvestri
Cezar Augusto Carollo Silvestri (Guarapuava, 1 de agosto de 1954 — Curitiba, 21 de outubro de 2018) foi um agropecuarista, engenheiro e político brasileiro..

## Vida pessoal
Cezar Augusto Carollo Silvestri nasceu em Guarapuava na região centro-sul do Paraná. Em Curitiba formou-se em engenharia civil pela Universidade Federal do Paraná em 1977. Foi casado com a deputada estadual Cristina Silvestri e era pai de Tereza Cristina Silvestri e de César Silvestri Filho, ex-deputado estadual e ex-prefeito de Guarapuava. Ingressou no Departamento de Estadas de Rodagem do Paraná (DER-PR), do qual chegou a ser chefe do escritório regional de Guarapuava.

## Carreira política
Ingressou na vida pública em 1988, quando foi eleito vice-prefeito de Guarapuava e também exerceu três mandatos como deputado estadual, sendo eleito três vezes consecutivas, 1990, 1994 e 1998. Em 2002, Silvestri foi eleito deputado federal pelo Paraná, cargo para o qual foi reeleito nas duas eleições seguintes, em 2006 e 2010, pelo Partido Popular Socialista (PPS).
Na Assembleia Legislativa do Paraná, entre outros cargos, foi presidente das comissões de Orçamento, Obras Públicas, Transporte e Comunicações. Na Câmara, presidiu a comissão de Defesa do Consumidor e foi membro titular das comissões de Agricultura e Pecuária, Meio Ambiente e da Comissão Mista de Orçamento.
Também foi Secretário de Estado do Desenvolvimento Urbano (Sedu), no primeiro mandato de governador de Beto Richa. Em 2013, foi nomeado secretário de Governo e logo depois, assumiu o cargo de secretário-chefe da Casa Civil. Em 2015, assumiu a presidência da Agência Reguladora de Serviços Públicos Delegados de Infraestrutura do Paraná (Agepar).

## Morte
Na madrugada de 21 de outubro de 2018, populares acharam o seu corpo na rua, em frente ao seu apartamento, na cidade de Curitiba.. O Instituto Médico legal constatou que a causa da morte, foi da queda do seu apartamento, no 22° andar do edifício.